# Dicranomyia (Caenolimonia) contradistincta
Dicranomyia (Caenolimonia) contradistincta is een tweevleugelige uit de familie steltmuggen (Limoniidae). De soort komt voor in het Neotropisch gebied.